# 矢集虫麻呂
矢集 虫麻呂（やつめ／やずめ の むしまろ、生没年不詳）は、奈良時代の官人・明法家。姓は宿禰。氏は箭集、名は虫万呂とも記される。官位は外従五位下・大学頭。

## 出自
矢集氏（矢集連、箭集連）は、神饒速日命の六世孫にあたる伊香我色雄命（伊香我色乎命）の後裔で物部氏の一族とされる天孫系氏族。氏の名称は美濃国可児郡矢集郷（現在の岐阜県可児市矢戸）に由来するか。あるいは、矢集を矢部のこととし、その伴造氏族であったとする説もある。姓は連であったが、八色の姓制定により宿禰に改姓した。

## 経歴
養老5年（721年）元正天皇が諸官人の中から学業に優れ人々の模範とするに堪える者を選んで褒賞を与えた際、明法に優れるとして、塩屋古麻呂とともに絁15疋・絹糸15絇・麻布30端・鍬20口を与えられた（この時の位階は正六位上）。翌養老6年（721年）養老律令の編纂において主導的な役割を果たしたものとして、陽胡真身・大倭小東人・塩屋吉麻呂・百済人成とともに表彰され、5町の功田を下賜されている。
聖武朝の天平3年（730年）外従五位下に昇叙される。この時に昇進した人物に、引田虫麻呂・佐伯人足・物部韓国広足・難波吉成・葛井広成・高丘河内・秦朝元らがいる。翌天平4年（731年）9月に大判事、10月には大学頭に任じられた。
孝謙朝の天平宝字元年（758年）過去に下賜された功田の等級を定めることになった際、矢集虫麻呂・塩屋古麻呂ら養老律令撰定者たちの功田は、筆と小刀を執り律令の条文を定めた手柄は大きいが、極めて困難であったわけではない、と判定され、大宝律令撰定者らと同じ「下功」として子に相続されることとなった。桓武朝の延暦25年（806年）虫麻呂の子孫は断絶したため、功田5町は朝廷に収公されている。
『懐風藻』に漢詩作品（五言律詩）が2首採録されており、うち1首は長屋王の邸宅で行われた宴で詠んだものである。

## 官歴
『六国史』による。
- 天武天皇13年（684年） 12月2日：連姓から宿禰姓に改姓（八色の姓制定）
- 時期不詳：正六位上
- 養老5年（721年） 正月27日：賜絁15疋・絹糸15絇・麻布30端・鍬20口
- 養老6年（722年） 2月27日：賜田5町
- 天平3年（730年） 正月27日：外従五位下
- 天平4年（732年） 9月5日：大判事。10月17日：大学頭